# Sankt-Nikolai-Kirche (Luckau)

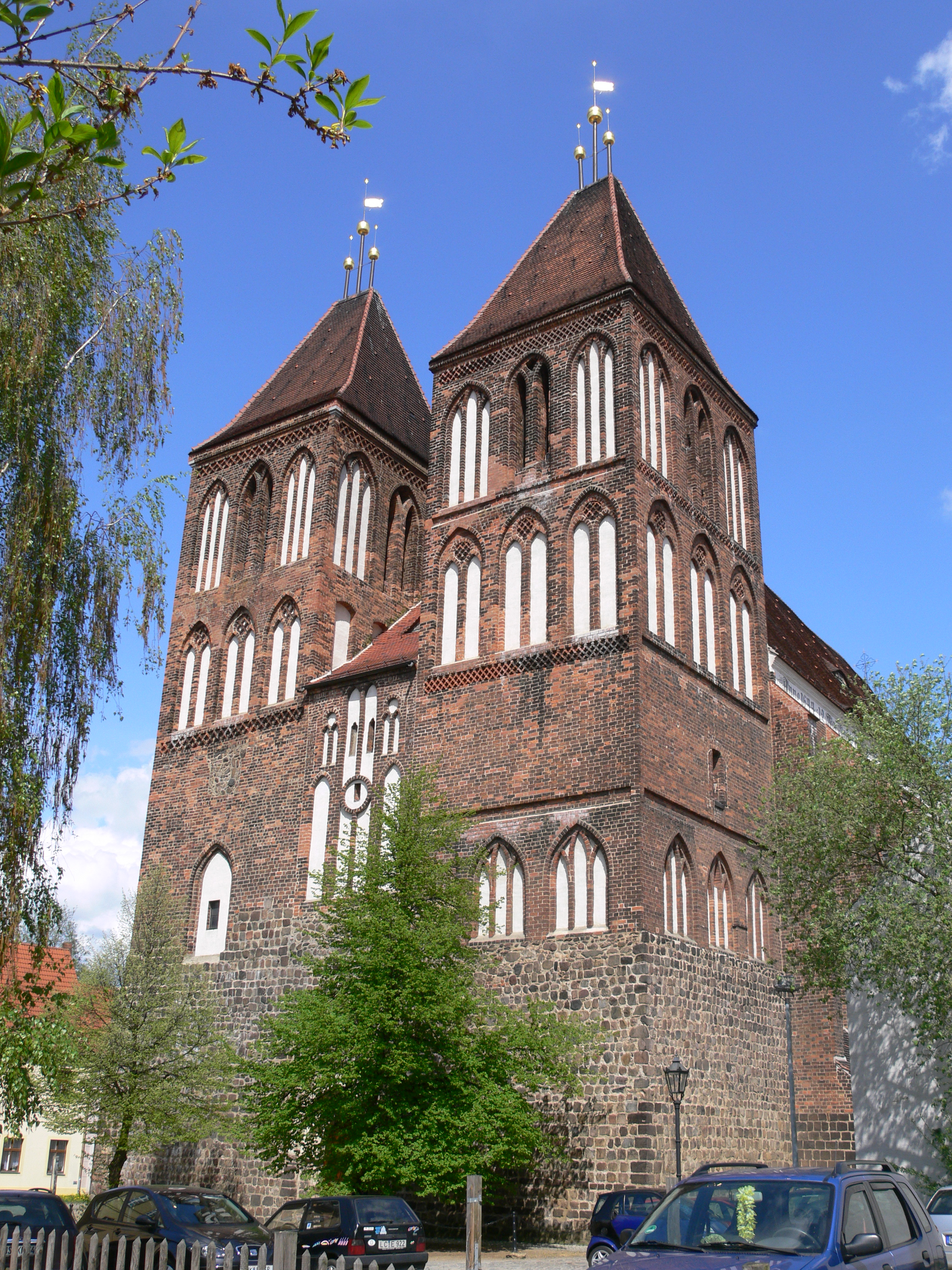
Nikolaikirche

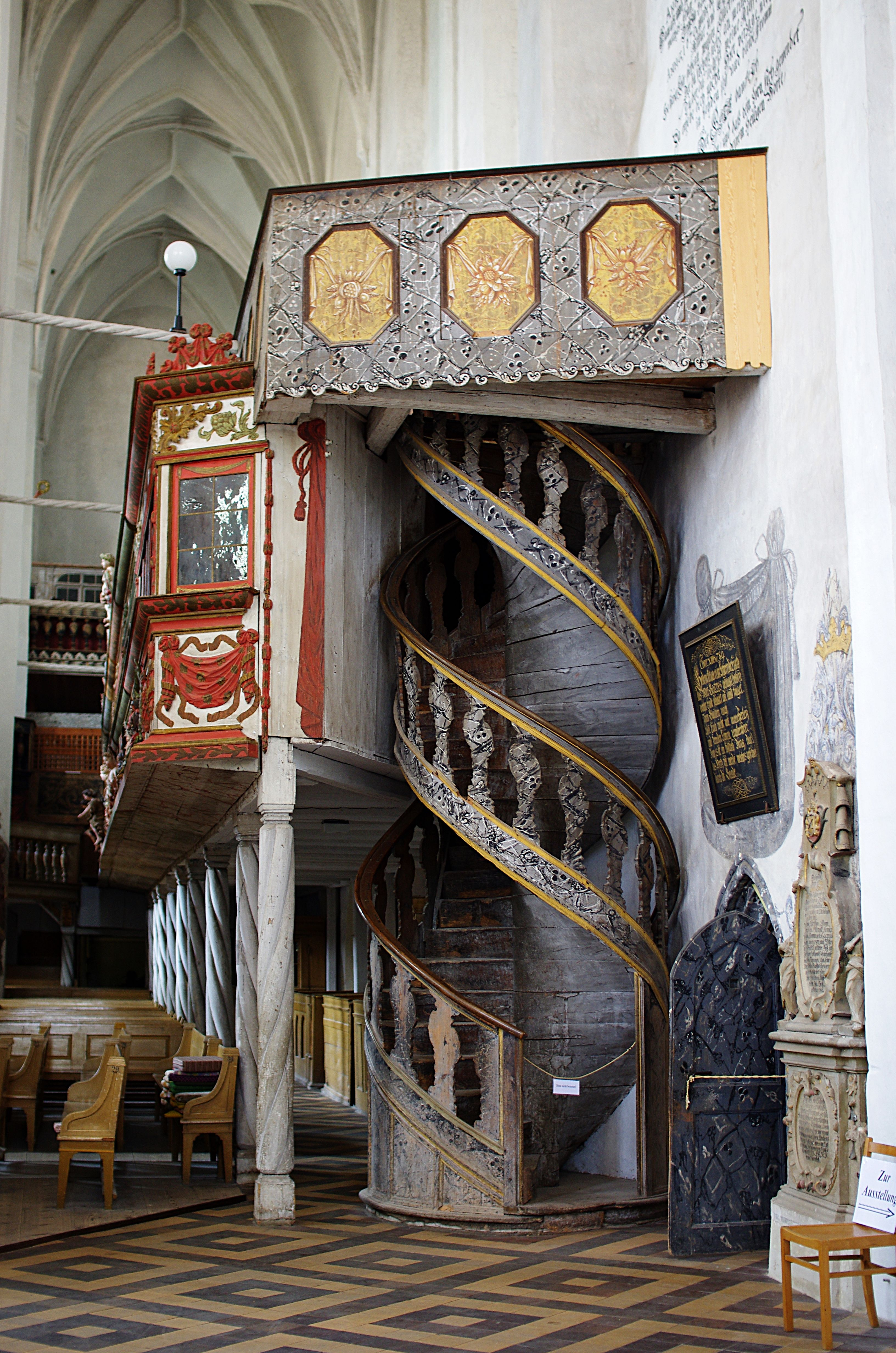
Wendeltreppe

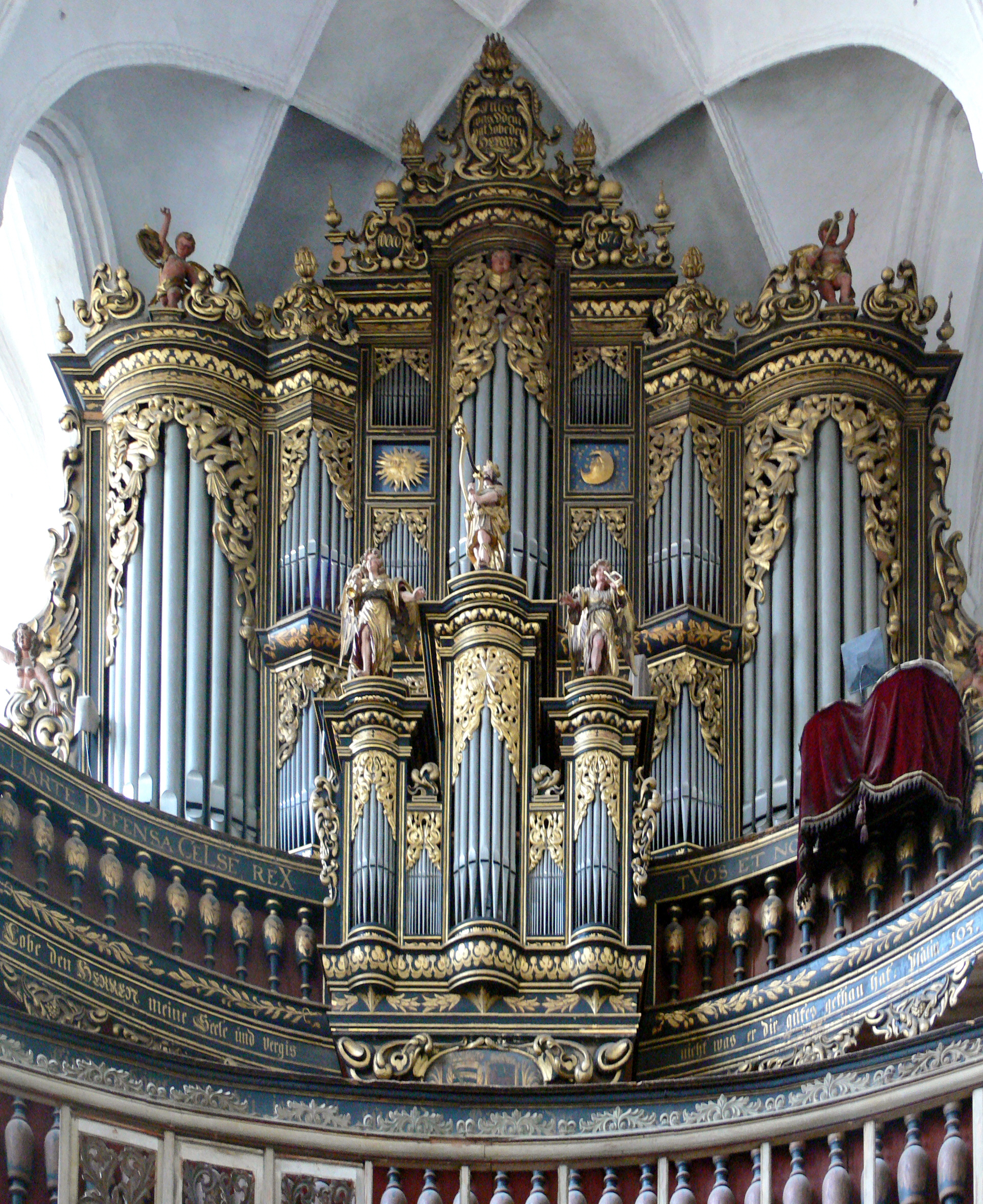
Donat-Orgel von 1673

Die Sankt-Nikolai-Kirche ist eine dreischiffige Backsteinkirche in Luckau.  Sie zählt zu den bedeutenden gotischen Hallenkirchen in Brandenburg und gehört zum evangelischen Kirchenkreis Niederlausitz.

## Geschichte
Eine erste urkundliche Erwähnung einer Nikolai- und Marienkirche in Luckau stammt aus dem Jahr 1291. Aus dieser Zeit erhalten blieb jedoch lediglich das aus einem Spitzbogen bestehende westliche Portal und der aus Granitquadern errichtete Turmunterbau. Der Bau des damaligen Langhauses wurde in der Mitte des 14. Jahrhunderts beendet, jedoch noch im selben Jahrhundert durch ein dreischiffiges Langhaus ersetzt, welches über fünf Joche verfügte. Auch die Westtürme wurden nun aus Backstein gemauert, lediglich der Granitsockel blieb erhalten.
Nach dem Jahr 1375 erfolgten erneute umfangreiche Umbauten. An der nördlichen Seite entstand eine Sakristei. Insbesondere jedoch wurde das Kirchenschiff um vier Joche nach Osten hin verlängert. Das Schiff erhielt einen dreiseitigen Chorabschluss, die Seitenschiffe wurden um den Chor herumgeführt, wobei der Chorumgang fünfseitig abgeschlossen wurde.
Im 15. Jahrhundert entstand der Westgiebel der Kirche. Darüber hinaus erhielt das Gebäude ein steiles Satteldach. Es erfolgte eine Einwölbung mit Birnstabrippen. An der nördlichen Seite wurde eine Kapelle errichtet, welche nach einem Brand im Jahr 1477 auf zwei Geschosse erhöht wurde. Durch die Verbindung der nach außen ragenden Strebepfeiler entstanden an der Südseite des Gebäudes vier weitere kleine Kapellen.
1644 kam es zu einem weiteren Brand, bei dem das Kirchengebäude starke Zerstörungen erlitt und insbesondere die ursprüngliche mittelalterliche Ausstattung verloren ging. Der Wiederaufbau der Kirche begann 1656 und zog sich letztlich bis zum Jahr 1770 hin. Der beim Brand eingestürzte Südturm wurde durch Christian Bärgt wieder aufgebaut. Der aus Korbitz stammende Maurermeister Hans Petzsch setzte 1670 im mittleren Ostteil des Gebäudes einfache Kreuzgewölbe ein. Zur Fertigstellung wurde die Kirche im Inneren verputzt und geweißt.
Am Chorportal befinden sich Wetzrillen (Pestrillen) und Näpfchen.
Im Dezember 2005 wurde die Nikolaikirche von der Arbeitsgemeinschaft „Städte mit historischen Stadtkernen“ als „Denkmal des Monats“ ausgezeichnet.

## Ausstattung
Im Chorraum der Kirche befindet sich ein im Jahr 1670 gefertigter Altaraufsatz. Er wurde durch den in Doberlug ansässigen Kunsttischler Abraham Jäger gefertigt. Die Bemalung stammt von Christoph Krause aus Großenhain. Abraham Jäger schuf auch das hölzerne Taufbecken, welches sich in der Mitte des Chorraums befindet.
Andreas Schultze aus Torgau schuf von 1664 bis 1666 als sein künstlerisches Hauptwerk die vergoldete Kanzel. Die Fassung und Vergoldung übernahm der Leipziger Christian Mätschke. Während der Aufgang zur Kanzel, die Träger und der Kanzelkorb aus Sandstein gefertigt wurden, entstanden die Kanzeltür und der Schalldeckel aus Holz.
In der Kirche befinden sich auch diverse Epitaphien und Grabmäler aus dem Zeitraum zwischen 1750 und 1850. In den Seitenschiffen sind Emporen mit Logen eingebaut.

## Orgel
Die auf der westlichen Empore befindliche Orgel wurde in den Jahren 1672 und 1673 vom Leipziger Orgelbauer Christoph Donat erbaut. Sie gehört zu den bedeutendsten historischen Orgeln in Brandenburg. Den Prospekt schuf wahrscheinlich Christian Mätzschke. 1873 wurde das Instrument umgebaut und von 1959 bis 1977 durch Schuke Orgelbau rekonstruiert, restauriert und erweitert.

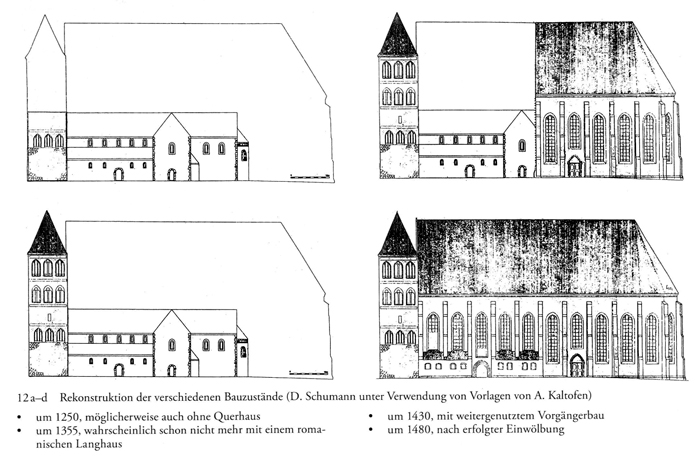
Rekonstruktion der verschiedenen Bauzustände

Das Schleifladen-Instrument hat 44 Register auf drei Manualen und Pedal. Die Trakturen sind mechanisch. Die Orgel verfügt über mechanische Elemente, die beim Spiel in Aktion treten. So führen Engelfiguren Posaunen zum Mund, Sonne und Mond beginnen sich zu drehen.

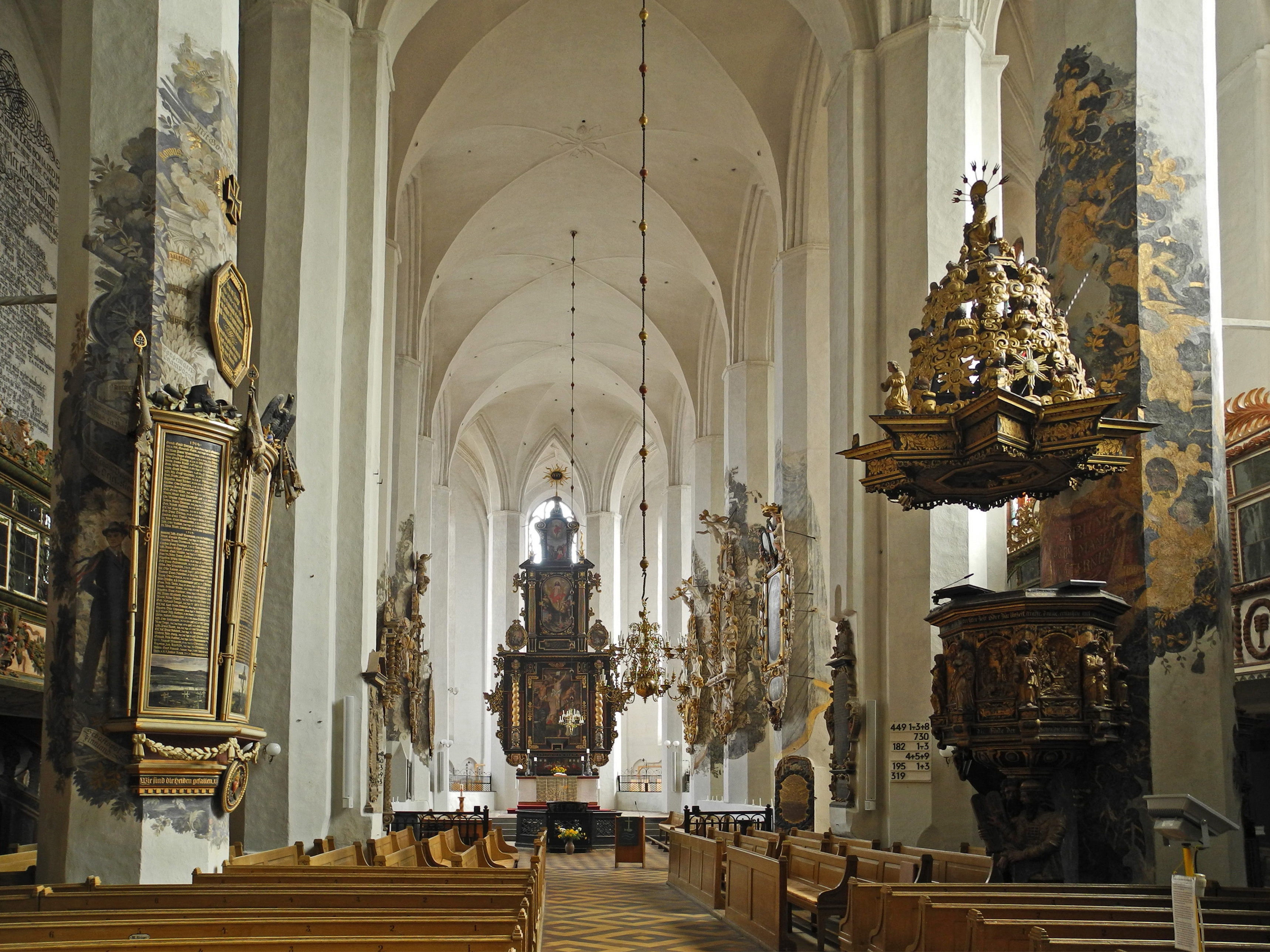
Kirchenschiff mit Kanzel und Epitaphien
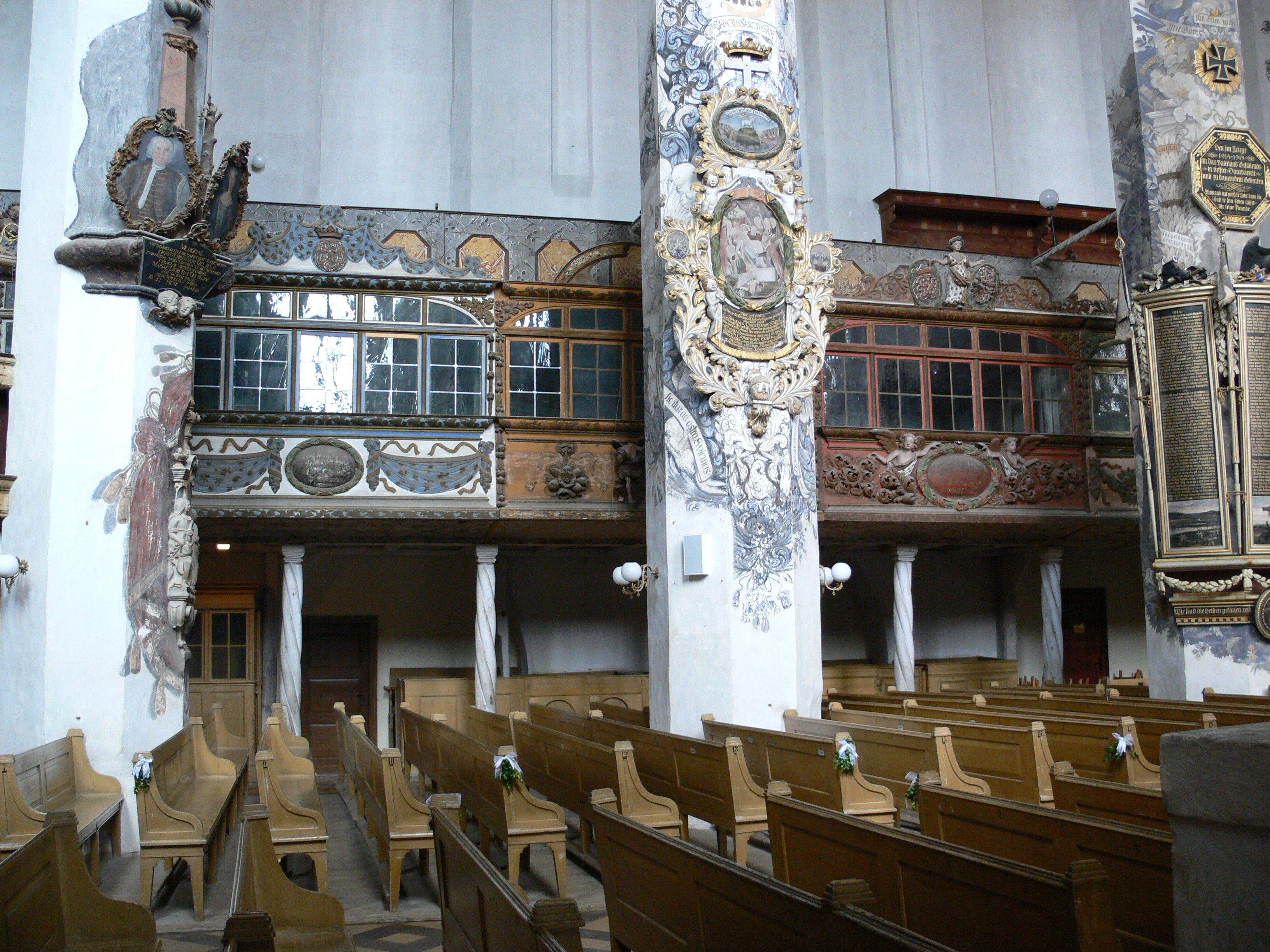
Empore